# 湯普森和梅澤夫珀奇斯
湯普森和梅澤夫珀奇斯（英語：Thompson and Meserve's Purchase）是位於美國新罕布什爾州庫斯縣的一個行政鎮區。

## 地方資料
湯普森和梅澤夫珀奇斯的面積為48.00平方千米，皆為陸地。根據2020年美國人口普查的數據，當地共有人口1人，而人口密度為每平方千米0.02人。